# Yūhi Fujinami
Yuhi Fujinami (藤波勇飛?, Fujinami Yūhi; Prefettura di Mie, 27 maggio 1993) è un lottatore giapponese, specializzato nella lotta libera.
Ai Mondiali di Parigi 2017 ha vinto la medaglia di bronzo nel torneo dei 70 chilogrammi.

## Palmarès
- Mondiali

Parigi 2017: bronzo nei 70 kg.
- Giochi asiatici

Giacarta 2018: bronzo nei 74 kg.
- Mondiali junior

Salvador da Bahia 2015: argento nei 66 kg.
- Campionati asiatici junior

Ulan Bator 2014: argento nei 66 kg.
- Mondiali cadetti

Zrenjanin 2013: argento nei 63 kg.